# Asparagus oligoclonos
Asparagus oligoclonos — вид рослин із родини холодкових (Asparagaceae).

## Біоморфологічна характеристика
Це дводомна трав'яниста рослина. Стебла прямовисні, 40–80 см, іноді злегка смугасті; гілки досить жорсткі, смугасті. Листова шпора коротка чи нечітка, рідкісно коротко колюча. Кладодії у пучках по 5–12, 10–30 × ≈ 0.5 мм, злегка сплощені, неправильно-жолобчасті. Суцвіття розвиваються після кладодій. Квітки обох статей поодинокі чи парні; квітконіжка (1)1.5–2 см. Чоловічі квітки: оцвітина жовтувато-зелена, дзвоноподібна, 7–9 мм. Жіночі квітки: оцвітина ≈ 3 мм. Ягода 8–10 мм у діаметрі. 2n = 20. Період цвітіння: квітень і травень; період плодоношення: липень — вересень.

## Середовище проживання
Ареал: Китай (Хебей, Хейлунцзян, Хенань, Цзілінь, Ляонін, Шаньдун), Японія, Корея, Монголія, Росія (Далекий Схід, Сибір).
Населяє ліси, луки, вологі місця; на висотах від приблизно рівня моря до 500 метрів.